# اهری، پاپوا نیوگوینی
اهری، پاپوا نیوگوینی (به لاتین: Aheri, Papua New Guinea) یک منطقهٔ مسکونی در پاپوآ گینه نو است که در Sandaun Province (West Sepik) واقع شده‌است.

## خصوصیات
اهری ۱۲۲ نفر جمعیت دارد.